# Lijst van Europese kampioenen koppelkoers
Het eerste Europese kampioenschap koppelkoers voor mannen werd gehouden in 1949. De eerste editie voor vrouwen werd gereden in 2016.

## Palmares

### Mannen

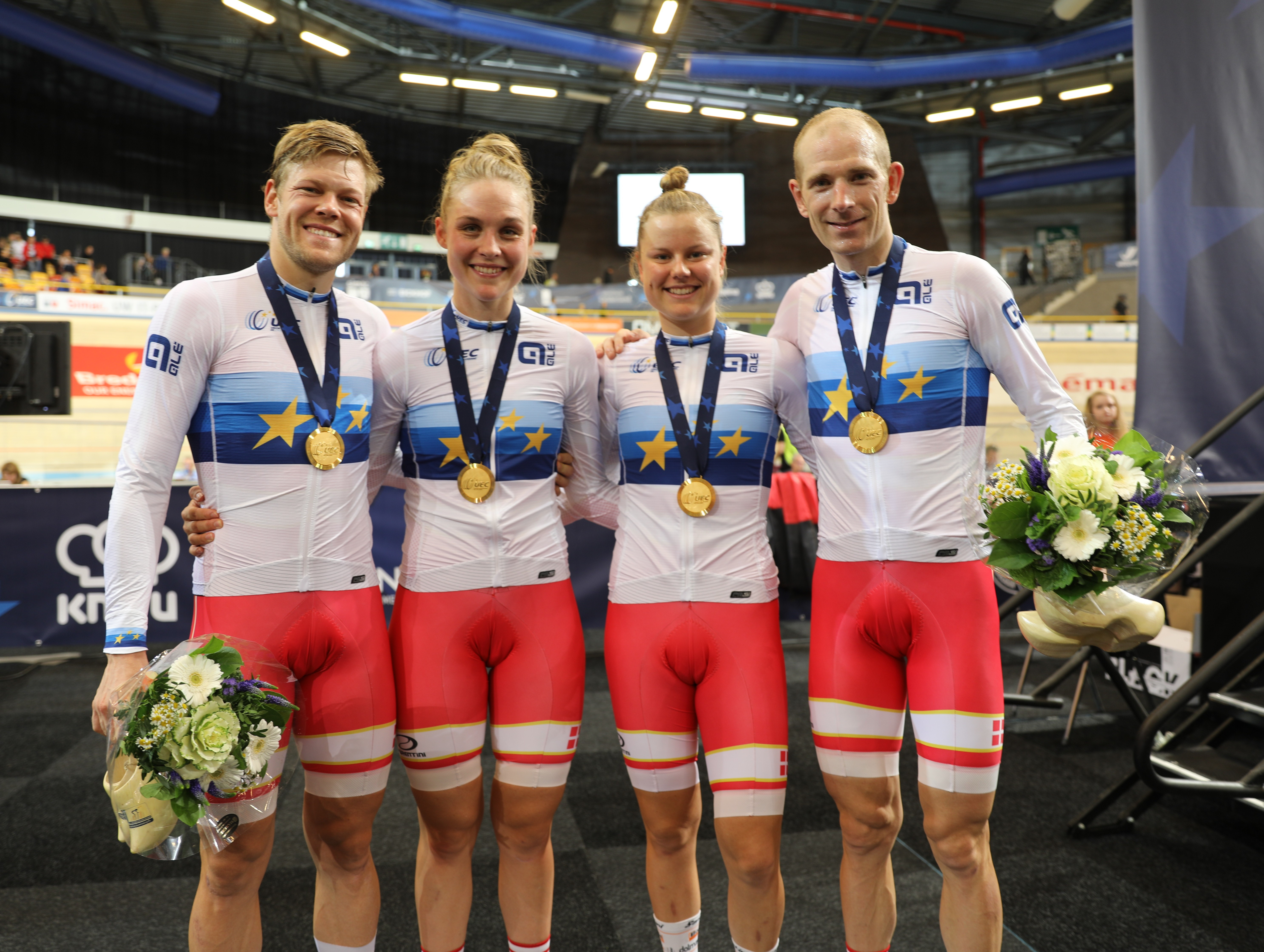
EK 2019: Deense dominantie. v.l.n.r.: Lasse Norman Hansen, Julie Leth, Amalie Dideriksen, Michael Mørkøv

| Jaar                         | Goud                                          | Zilver                                     | Brons                                           |
| Open kampioenschap           |                                               |                                            |                                                 |
| 1949                         | Gerrit Boeijen Gerrit Schulte                 | Achiel Bruneel Camiel Dekuysscher          | Reginald Arnold Alfred Strom                    |
| 1950                         | Gerrit Peters Gerrit Schulte                  | Achiel Bruneel Guy Lapébie                 | Armin von Büren Hugo Koblet                     |
| 1951                         | Valère Ollivier Albert Sercu                  | Gerrit Peters Gerrit Schulte               | Ernest Thyssen Albert Ramon                     |
| 1952                         | Jean Le Nizerhy Roger Reynes                  | Reginald Arnold Alfred Strom               | Roger Godeau Raymond Goussot                    |
| 1953                         | Armin von Büren Hugo Koblet                   | Gerrit Peters Gerrit Schulte               | Achiel Bruneel Arsene Rijckaert                 |
| 1954                         | Armin von Büren Hugo Koblet                   | Gerrit Peters Gerrit Schulte               | Achiel Bruneel Lucien Acou                      |
| 1955 (1)                     | Dominique Forlini Georges Senfftleben         | Walter Bucher Jean Roth                    | Joseph Debeuckelaer Arsene Rijckaert            |
| 1955 (2)                     | Piet Haan Jan Plantaz                         | Gerrit Peters Gerrit Schulte               | Reginald Arnold Sid Patterson                   |
| 1957                         | Reginald Arnold Ferdinando Terruzzi           | Joseph Debeuckelaer Arsene Rijckaert       | Evan Klamer Kay Werner Nielsen                  |
| 1958                         | Emile Severeyns Rik Van Steenbergen           | Émile Carrara Georges Senfftleben          | Dominique Forlini Pierre Brun                   |
| 1959                         | Emile Severeyns Rik Van Steenbergen           | Palle Lykke Kay Werner Nielsen             | Peter Post Gerrit Schulte                       |
| 1960                         | Emile Severeyns Rik Van Steenbergen           | Fritz Pfenninger Jean Roth                 | Lucien Gillen Oskar Plattner                    |
| 1961                         | Emile Severeyns Rik Van Steenbergen           | Sigi Renz Günther Ziegler                  | Rudi Altig Hans Junkermann                      |
| 1962                         | Klaus Bugdahl Fritz Pfenninger                | Peter Post Rik Van Looy                    | Emile Severeyns Rik Van Steenbergen             |
| 1963                         | Palle Lykke Rik Van Steenbergen               | Peter Post Willy Vannitsen                 | Reginald Arnold Emile Severeyns                 |
| 1964                         | Peter Post Fritz Pfenninger                   | Klaus Bugdahl Sigi Renz                    | Lucien Gillen Peter Tiefenthaler                |
| 1965                         | Rudi Altig Hans Junkermann                    | Emile Severeyns Rik Van Steenbergen        | Dieter Kemper Horst Oldenburg                   |
| 1966 (1)                     | Klaus Bugdahl Sigi Renz                       | Palle Lykke Rik Van Steenbergen            | Ron Baensch Fritz Pfenninger                    |
| 1966 (2)                     | Peter Post Fritz Pfenninger                   | Sigi Renz Horst Oldenburg                  | Romain Deloof Freddy Eugen                      |
| 1968 (1)                     | Dieter Kemper Horst Oldenburg                 | Freddy Eugen Rolf Roggendorf               | Klaus Bugdahl Patrick Sercu                     |
| 1968 (2)                     | Peter Post Patrick Sercu                      | Dieter Kemper Horst Oldenburg              | Klaus Bugdahl Fritz Pfenninger                  |
| 1969                         | Eddy Merckx Patrick Sercu                     | Peter Post Leo Duyndam                     | Klaus Bugdahl Dieter Kemper                     |
| 1971 (1)                     | Wilfried Peffgen Sigi Renz                    | Peter Post René Pijnen                     | Graeme Gilmore Patrick Sercu                    |
| 1971 (2)                     | Klaus Bugdahl Dieter Kemper                   | Julien Stevens Patrick Sercu               | Wilfried Peffgen Sigi Renz                      |
| 1973 (1)                     | Wilfried Peffgen Albert Fritz                 | Klaas Balk René Pijnen                     | Julien Stevens Rik Van Linden                   |
| 1973 (2)                     | René Pijnen Leo Duyndam                       | Jacky Mourioux Alain Van Lancker           | Wilfried Peffgen Albert Fritz                   |
| 1974                         | René Pijnen Patrick Sercu                     | Graeme Gilmore Dieter Kemper               | Sigi Renz Roy Schuiten                          |
| 1976                         | René Pijnen Günter Haritz                     | Donald Allan Danny Clark                   | Klaus Bugdahl Patrick Sercu                     |
| 1977                         | Eddy Merckx Patrick Sercu                     | René Pijnen Gert Frank                     | Wilfried Peffgen Günter Haritz                  |
| 1978                         | Gregor Braun Patrick Sercu                    | Danny Clark Francesco Moser                | René Savary Kim Gunnar Svendsen                 |
| 1979                         | Donald Allan Danny Clark                      | René Pijnen Francesco Moser                | Dietrich Thurau Patrick Sercu                   |
| 1980                         | René Pijnen Michel Vaarten                    | Patrick Sercu Albert Fritz                 | Heinz Betz Günther Schumacher                   |
| 1981                         | Hans-Henrik Ørsted Gert Frank                 | Roman Hermann Horst Schütz                 | Albert Fritz Wilfried Peffgen                   |
| 1982                         | René Pijnen Patrick Sercu                     | Gert Frank Josef Kristen                   | Maurizio Bidinost Pierangelo Bincoletto         |
| 1983                         | Hans-Henrik Ørsted Gert Frank                 | Anthony Doyle Gary Wiggins                 | Henry Rinklin Josef Kristen                     |
| 1984                         | Anthony Doyle Gary Wiggins                    | Roman Hermann Sigmund Hermann              | Henry Rinklin Josef Kristen                     |
| 1985                         | René Pijnen Gert Frank                        | Anthony Doyle Gary Wiggins                 | Dietrich Thurau Josef Kristen                   |
| 1987 (1)                     | Roman Hermann Josef Kristen                   | Etienne De Wilde Stan Tourné               | René Pijnen Gert Frank                          |
| 1987 (2)                     | Volker Diehl Roland Günther                   | Urs Freuler Hans Rudi Maerki               | Roman Hermann Sigmund Hermann                   |
| 1988                         | Danny Clark Anthony Doyle                     | Volker Diehl Roland Günther                | Roman Hermann Hans Rudi Maerki                  |
| 1989                         | Danny Clark Anthony Doyle                     | Bruno Holenweger Daniel Wyder              | Marc Meilleur Philippe Tarantini                |
| 1990                         | Pierangelo Bincoletto Jens Veggerby           | Laurent Biondi Philippe Tarantini          | Roland Günther Carsten Wolf                     |
| 1995                         | Kurt Betschart Bruno Risi                     | Pierangelo Bincoletto Marco Villa          | Etienne De Wilde Laurenzo Lapage                |
| 1996                         | Jimmi Madsen Jens Veggerby                    | Kurt Betschart Bruno Risi                  | Andreas Kappes Carsten Wolf                     |
| 1997                         | Jimmi Madsen Jens Veggerby                    | Kurt Betschart Bruno Risi                  | Etienne De Wilde Frank Corvers                  |
| 1999                         | Damien Pommereau Robert Sassone               | Andreas Müller Bernhard Waechter           | Martin Bláha Jacub Lazar                        |
| 2000                         | Matthew Gilmore Etienne De Wilde              | Silvio Martinello Marco Villa              | Kurt Betschart Bruno Risi                       |
| 2001                         | Matthew Gilmore Etienne De Wilde              | Silvio Martinello Marco Villa              | Kurt Betschart Bruno Risi                       |
| 2002                         | Danny Stam Robert Slippens                    | Kurt Betschart Bruno Risi                  | Martin Liska Jozef Zabka                        |
| 2003                         | Andreas Kappes Andreas Beikirch               | Danny Stam Robert Slippens                 | Kurt Betschart Bruno Risi                       |
| 2004                         | Alexander Aeschbach Franco Marvulli           | Martin Liska Jozef Zabka                   | Jens-Erik Madsen Michael Smith Larsen           |
| 2005                         | Matthew Gilmore Iljo Keisse                   | Martin Bláha Petr Lazar                    | Konstantin Ponomarev Aleksej Sjmidt             |
| 2006                         | Bruno Risi Franco Marvulli                    | Danny Stam Peter Schep                     | Alois Kaňkovský Petr Lazar                      |
| 2007                         | Jens Mouris Peter Schep                       | Alexei Markov Nikolai Trússov              | Ivan Kovaliov Aleksej Sjmidt                    |
| 2008                         | Iljo Keisse Kenny De Ketele                   | Casper Jørgensen Michael Mørkøv            | Ivan Kovaliov Sergei Kolesnikov                 |
| 2009                         | Roger Kluge Robert Bartko                     | Aleksej Sjmidt Sergei Kolesnikov           | Danny Stam Peter Schep                          |
| Europees kampioenschap elite |                                               |                                            |                                                 |
| 2010                         | Tsjechië Martin Bláha Jiří Hochmann           | België Kenny De Ketele Tim Mertens         | Oekraïne Mykhaylo Radionov Sergej Lagkoeti      |
| 2011                         | België Kenny De Ketele Iljo Keisse            | Zwitserland Claudio Imhof Cyrille Thièry   | Frankrijk Vivien Brisse Morgan Kneisky          |
| 2012                         | Tsjechië Martin Bláha Jiří Hochmann           | Rusland Artur Ershov Valery Kaykov         | Italië Elia Viviani Angelo Ciccone              |
| 2013                         | Italië Elia Viviani Liam Bertazzo             | Spanje David Muntaner Albert Torres        | België Kenny De Ketele Gijs Van Hoecke          |
| 2014                         | Oostenrijk Andreas Müller Andreas Graf        | België Otto Vergaerde Kenny De Ketele      | Frankrijk Morgan Kneisky Vivien Brisse          |
| 2015                         | Spanje Albert Torres Sebastián Mora           | Rusland Mikhail Radionov Andrey Sazanov    | Frankrijk Bryan Coquard Morgan Kneisky          |
| 2016                         | Spanje Albert Torres Sebastián Mora           | Frankrijk Morgan Kneisky Benjamin Thomas   | België Kenny De Ketele Moreno De Pauw           |
| 2017                         | Frankrijk Florian Maitre Benjamin Thomas      | Denemarken Niklas Larsen Casper Pedersen   | Polen Wojciech Pszczolarski Daniel Staniszewski |
| 2018                         | België Robbe Ghys Kenny De Ketele             | Duitsland Roger Kluge Theo Reinhardt       | Verenigd Koninkrijk Oliver Wood Ethan Hayter    |
| 2019                         | Denemarken Lasse Norman Hansen Michael Mørkøv | Nederland Jan-Willem van Schip Yoeri Havik | Duitsland Maximilian Beyer Theo Reinhardt       |
| 2020                         | Spanje Sebastián Mora Albert Torres           | Portugal Ivo Oliveira Rui Oliveira         | Italië Francesco Lamon Stefano Moro             |
| 2021                         | Nederland Yoeri Havik Jan-Willem van Schip    | België Kenny De Ketele Lindsay De Vylder   | Portugal Iúri Leitão Rui Oliveira               |
| 2022                         | Duitsland Roger Kluge Theo Reinhardt          | Frankrijk Thomas Boudat Donavan Grondin    | België Robbe Ghys Fabio Van Den Bossche         |
| 2023                         | Duitsland Roger Kluge Theo Reinhardt          | Italië Simone Consonni Elia Viviani        | Frankrijk Donavan Grondin Benjamin Thomas       |
| 2024                         | Duitsland Roger Kluge Theo Reinhardt          | Frankrijk Thomas Boudat Donavan Grondin    | Denemarken Michael Mørkøv Theodor Storm         |
| 2025                         | Nederland Yanne Dorenbos Vincent Hoppezak     | Duitsland Roger Kluge Tim Torn Teutenberg  | Portugal Ivo Oliveira Rui Oliveira              |

### Vrouwen

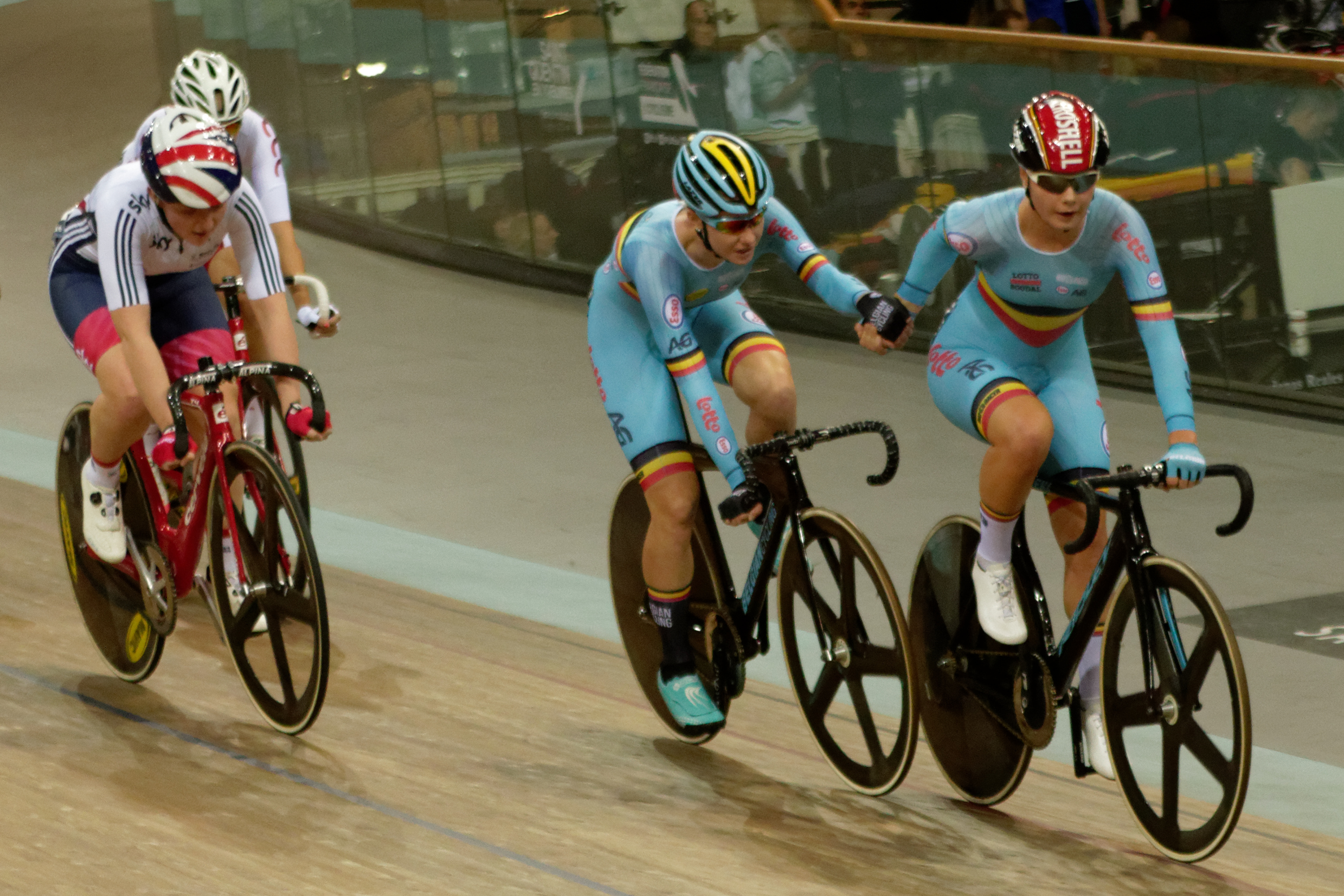
EK 2016: Jolien D'Hoore en Lotte Kopecky

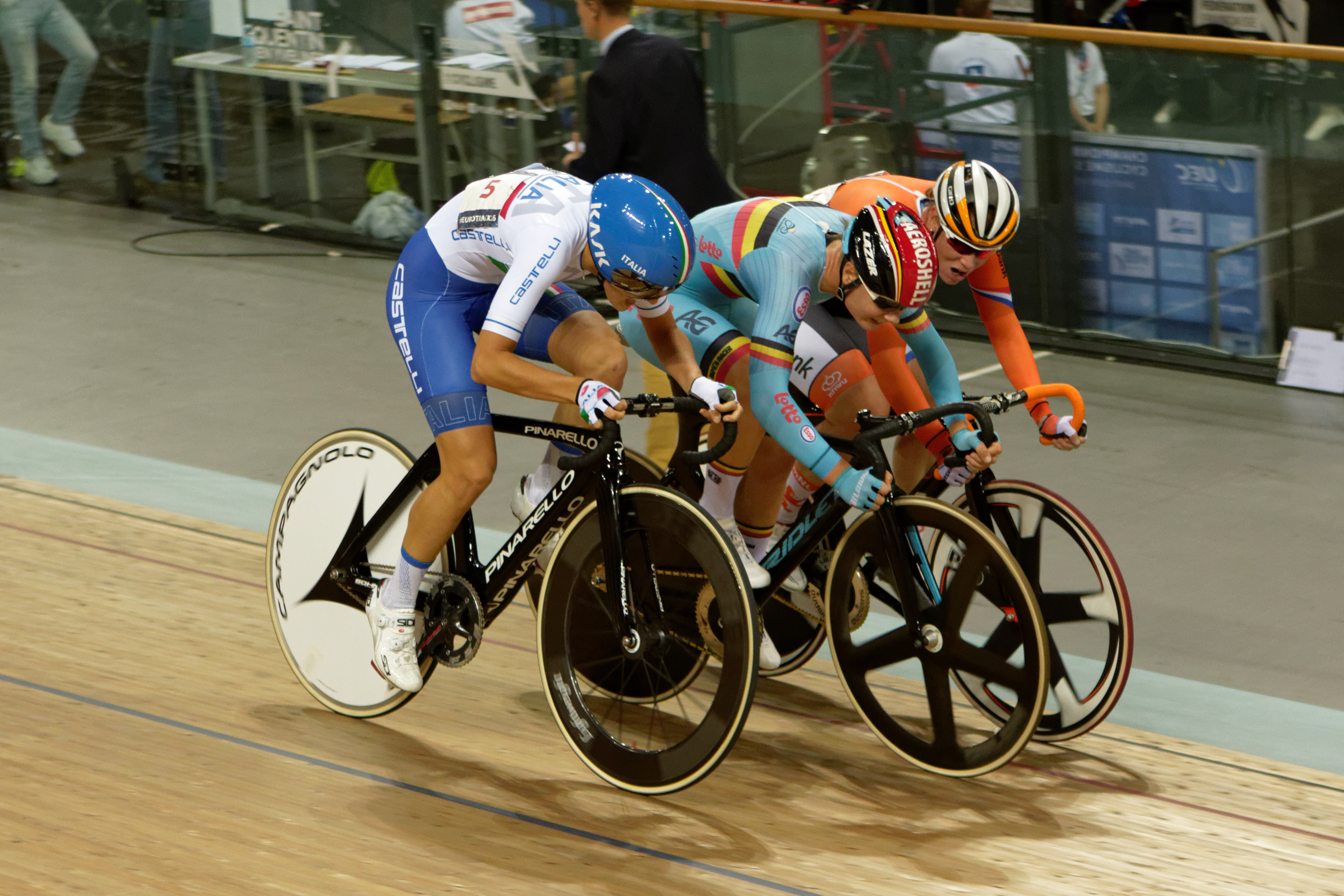
EK 2016: sprint met Maria Giulia Confalonieri, Lotte Kopecky en Kirsten Wild

| Jaar | Goud                                                | Zilver                                          | Brons                                         |
| 2016 | België Jolien D'Hoore Lotte Kopecky                 | Verenigd Koninkrijk Manon Lloyd Emily Nelson    | Nederland Nina Kessler Kirsten Wild           |
| 2017 | Verenigd Koninkrijk Elinor Barker Eleanor Dickinson | Ierland Lydia Boylan Lydia Gurley               | Nederland Amy Pieters Kirsten Wild            |
| 2018 | Denemarken Amalie Dideriksen Julie Leth             | Rusland Goelnaz Badykova Diana Klimova          | Nederland Kirsten Wild Amy Pieters            |
| 2019 | Denemarken Amalie Dideriksen Julie Leth             | Verenigd Koninkrijk Katie Archibald Laura Kenny | Nederland Kirsten Wild Amy Pieters            |
| 2020 | Italië Elisa Balsamo Vittoria Guazzini              | Rusland Diana Klimova Maria Novolodskaja        | Verenigd Koninkrijk Laura Kenny Elinor Barker |
| 2021 | Verenigd Koninkrijk Katie Archibald Neah Evans      | Denemarken Amalie Dideriksen Julie Leth         | Frankrijk Victoire Berteau Marion Borras      |
| 2022 | Italië Rachele Barbieri Silvia Zanardi              | Frankrijk Clara Copponi Marion Borras           | Denemarken Amalie Dideriksen Julie Leth       |
| 2023 | Verenigd Koninkrijk Katie Archibald Elinor Barker   | Frankrijk Victoire Berteau Clara Copponi        | Italië Elisa Balsamo Vittoria Guazzini        |
| 2024 | Frankrijk Valentine Fortin Marion Borras            | België Katrijn De Clercq Lotte Kopecky          | Italië Elisa Balsamo Vittoria Guazzini        |
| 2025 | Nederland Lisa van Belle Maike van der Duin         | Italië Chiara Consonni Vittoria Guazzini        | Frankrijk Victoire Berteau Marion Borras      |

| Land | Goud | Zilver | Brons |
| GBR  | 3    | 3      | 1     |
| DEN  | 2    | 2      | 0     |
| ITA  | 2    | 1      | 2     |
| NED  | 2    | 0      | 4     |
| FRA  | 1    | 2      | 2     |
| BEL  | 1    | 1      | 0     |
| RUS  | 0    | 2      | 0     |
| IRL  | 0    | 1      | 0     |
| POR  | 0    | 0      | 1     |

| Succesvolste                                                   | Succesvolste                            | Meervoudige                                                                          | Meervoudige                                              |
| -------------------------------------------------------------- | --------------------------------------- | ------------------------------------------------------------------------------------ | -------------------------------------------------------- |
| 2-1-1 Amalie Dideriksen 2-1-1 Julie Leth 2-1-0 Katie Archibald | 2-0-1 Elinor Barker 1-0-2 Marion Borras | 0-2-0 Diana Klimova 0-1-2 Victoire Berteau 0-1-2 Vittoria Guazzini 0-1-1 Laura Kenny | 0-0-4 Kirsten Wild 0-0-3 Amy Pieters 0-0-2 Elisa Balsamo |

Edities

2010 ·
2011 ·
2012 · 
2013 · 
2014 · 
2015 · 
2016 · 
2017 · 
2018 · 
2019 · 
2020 ·
2021 ·
2022 ·
2023 ·
2024 ·
2025 ·
2026

Onderdelen

Achtervolging (individueel) · 
afvalkoers · 
keirin · 
koppelkoers · 
omnium · 
ploegenachtervolging · 
puntenkoers · 
scratch · 
sprint · 
teamsprint ·  
tijdrijden

Voormalig:
derny ·
stayeren ·
tandem